# Inhibidores selectivos de la COX-2

Estructura química del rofecoxib, un AINE inhibidor selectivo de la COX-2.

Los inhibidores de la ciclooxigenasa 2 (COX-2), también llamados coxib, son antiinflamatorios no esteroideos (AINE) tan eficaces como el ácido acetilsalicílico, pero con menores efectos secundarios. Los inhibidores de la COX-2 se desarrollaron en un intento de inhibir la ciclooxigenasa 2 y con ella la síntesis de prostaglandinas sin que tuviese efecto sobre la acción de la ciclooxigenasa 1 que se encuentra en el tracto gastrointestinal, riñones y plaquetas.
Por su parte, los AINEs clásicos actúan inhibiendo principalmente a la enzima ciclooxigenasa (COX) de modo no selectivo, inhiben por tanto los 2 subtipos: COX-1 y COX-2.

## Fundamento
Ambas enzimas poseen características y funciones diferentes, por ello al ser bloqueadas, el resultado es distinto en cada una:
- Bloqueo de la COX-1: efectos secundarios gastrointestinales, renales, plaquetarios (potencian la fibrinólisis).
- Bloqueo de la COX-2: bloquea mecanismos de la inflamación, reduciendo así la respuesta inflamatoria, dolorosa y febril.

La COX-1 tiene efecto citoprotector, por ello al inhibirse perdemos esa protección, lo cual es perjudicial. Al inhibir la COX-2 sin inhibir la COX-1 se logra la permanencia de sus funciones protectoras y al mismo tiempo la síntesis de prostaglandinas pro inflamatorias se reducen o inhiben con el efecto antiinflamatorio y analgésico correspondiente.
En la cascada del ácido araquidónico, identificada como una serie de reacciones bioquímicas en el proceso inflamatorio tras el daño tisular, los mediadores químicos que intervienen son principalmente los fosfolipidos, las fosfolipasas, el ácido araquidónico, las ciclooxigenasas 1 y 2, las prostaglandinas, prostaciclina y tromboxano.

## Efectos adversos
COX‐2 es responsable de la síntesis de PGI2, agente vasodilatador e inhibidor de la agregación plaquetaria. Por lo tanto, al inhibir selectivamente la COX‐2 se rompe el balance entre el efecto anti‐trombótico y el pro‐trombótico (TxA2), incrementando la posibilidad de una trombosis cardiovascular.
Experimentalmente, se ha demostrado que la inhibición selectiva de COX‐2, el “knockout” de COX‐2 o su mutación, o la deleción del receptor de PGI2 en ratones produce trombogénesis acelerada y presión arterial elevada. Estos efectos se atenúan por el knockdown de COX‐1 simulando el efecto de bajas dosis de aspirina.
Por otro lado, los AINES comunes como la aspirina, el diclofenaco, el ibuprofeno, etc., interrumpen el proceso inflamatorio inhibiendo COX-2, pero también inhiben por igual la COX-1 con lo que la toxicidad GI y renal se incrementan de manera clínicamente significativa en humanos, debido a la pérdida de funciones protectoras dependientes de dicha COX-1.[cita requerida]
Esta es una razón por la cual los tratamientos antiinflamatorios mejor evaluados clínicamente son los inhibidores selectivos de la COX-2, ya que los efectos adversos cardiovasculares son de mucha menos incidencia que los gastrointestinales y renales, siendo también más predecibles en la clínica de los profesionales de la salud.[cita requerida]

## Mecanismo de acción
Los coxib se unen selectivamente al sitio activo de la enzima ciclooxigenasa 2 con mucha más especificidad que por la ciclooxigenasa 1.
Estos inhibidores cumplen sus efectos antiinflamatorios, antipiréticos y analgésicos con una alta efectividad y con mejor perfil de seguridad que los AINE tradicionales. Desaparecen sin complicaciones secundarias a la toma de AINE clásicos como la gastritis o las úlceras.
Así mismo, los inhibidores de la COX-2 tienen menos impacto sobre la agregación plaquetaria, por ser esta mediada por la isoenzima COX-1. Como resultado, los coxib no ofrecen al paciente los efectos cardioprotectores de los AINE tradicionales, como la aspirina. A menudo, los pacientes toman una dosis baja de aspirina junto con su régimen de coxib para mantener el efecto cardioprotector.

## Clasificación de los AINE

### AINE clásicos
Inhibidores de COX-1 y COX-2.
Ejemplos de AINE clásicos: Diclofenaco, piketoprofeno, naproxeno, ibuprofeno, ketoprofeno, piroxicam, tenoxicam, indometacina.

### AINE selectivos
Inhibidores específicos de COX-2.
Ejemplos de AINE selectivos: rofecoxib, celecoxib, parecoxib, etoricoxib, valdecoxib.
Algunos AINE inhibidores de la COX-2, como el rofecoxib y valdecoxib fueron retirados del mercado en algunos países debido a que se ha concluido que el riesgo al paciente es mayor que los beneficios otorgados por los medicamentos implicados, incluyendo elevados riesgos cardiovasculares.